# Светский (хутор)
Светский —хутор в Питерском районе Саратовской области в составе сельского поселения Агафоновское муниципальное образование.

## География
Находится на расстоянии примерно 11 километра по прямой на юг от районного центра села Питерка.

## Население
Постоянное население не было учтено как в 2002 году , так и в 2010.